# الطبالة الكابس (الوضيع)

تعديل مصدري - تعديل

الطبالة الكابس هي إحدى قرى عزلة  الوضيع بمديرية الوضيع التابعة لمحافظة أبين، بلغ تعداد سكانها 43 نسمة حسب تعداد اليمن لعام 2004.